# Dworzec Główny w Warszawie
Dworzec Główny – dworzec kolejowy w przedwojennej Warszawie, wówczas główna pasażerska stacja kolejowa aglomeracji warszawskiej. Monumentalny gmach był jednym z najnowocześniejszych i największych dworców w Europie. Położony był wzdłuż Alej Jerozolimskich, pomiędzy ulicami Marszałkowską i Emilii Plater. Nigdy nie został ukończony.
Perony stacji znajdowały się pod ziemią i docelowo miały obsługiwać 12 torów, w tym wszystkie cztery tory linii średnicowej. Nad podziemnymi peronami wybudowano znacznych rozmiarów gmach z trzema halami: kasową, dla pasażerów przyjeżdżających i dla odjeżdżających. Budynek pomyślano jako budowlę reprezentacyjną, wizytówkę Warszawy i Polski. Elewację zaprojektowano w stylu minimalistycznym z elementami art déco, natomiast wnętrza były bogato zdobione rzeźbami i polichromiami.
Koncepcja wspólnej stacji dla wszystkich linii kolejowych przebiegających przez aglomerację warszawską powstała w drugiej połowie XIX wieku. Po odzyskaniu przez Polskę niepodległości Sejm zdecydował o przyznaniu funduszy na przebudowę warszawskiego węzła kolejowego i zastąpienie zbyt małego Dworca Wiedeńskiego nową budowlą, jednak mimo rozpisania konkursu na projekt architektoniczny i rozpoczęcia pracy przy budowie linii średnicowej budowa Dworca Głównego nie została rozpoczęta. Wybudowano jedynie prowizoryczny dworzec drewniany o tej samej nazwie.
Ostatecznie w 1932 roku ruszyła budowa dworca zaprojektowanego przez Czesława Przybylskiego i Andrzeja Pszenickiego. W 1938 roku część budynku oddano do użytku jako główną stację położoną na linii średnicowej. W czerwcu 1939 roku w wyniku zaprószenia ognia przez ekipy budowlane nieukończony jeszcze dworzec został poważnie uszkodzony, a jego część spłonęła. Kilka miesięcy później budynek doznał kolejnych zniszczeń w czasie lotniczego bombardowania Warszawy przez Luftwaffe. Odbudowany przez niemieckie władze okupacyjne działał do wybuchu powstania warszawskiego w 1944 roku. W styczniu 1945 roku gmach został wysadzony przez wojska niemieckie, a po wojnie jego pozostałości rozebrano.
W miejscu, w którym stał Dworzec Główny, znajduje się podziemny przystanek Warszawa Śródmieście, a funkcję głównego dworca Warszawy pełni wybudowany 1972-1975 kilkaset metrów na zachód Dworzec Centralny.

## Historia
W XIX wieku Warszawa stała się ważnym węzłem transportowym, w którym zbiegało się pięć linii kolejowych o strategicznym dla Imperium Rosyjskiego znaczeniu. Jednak działały one niemal niezależnie, a każda z nich obsługiwana była przez osobny dworzec typu czołowego. Jedynym połączeniem istniejących linii była wybudowana na potrzeby armii rosyjskiej linia obwodowa z kolejowo-drogowym mostem przy Cytadeli.
Pierwsza koncepcja wspólnej stacji dla wszystkich linii kolejowych przebiegających przez Warszawę powstała w 1879 roku. Działający od 1845 roku Dworzec Wiedeński połączony był jedynie z Koleją Warszawsko-Wiedeńską, dodatkowo już w połowie XIX wieku okazał się już zbyt mały jak na potrzeby ruchu pasażerskiego w rozwijającym się mieście. W 1890 roku powstał plan przeznaczenia istniejącego budynku jedynie dla pasażerów wysiadających, obok niego miał powstać nowy dworzec dla odjeżdżających, jednak mimo rozstrzygnięcia konkursu nie doczekał się realizacji. Ostatecznie zrezygnowano także z zamówionych rok później projektów zupełnie nowego dworca centralnego autorstwa Józefa Hussa i Czesława Domaniewskiego. W 1900 roku udało się jedynie zrealizować nową parterową poczekalnię dworcową, która z konieczności zaczęła spełniać funkcję budynku dla pasażerów przyjeżdżających do Warszawy.

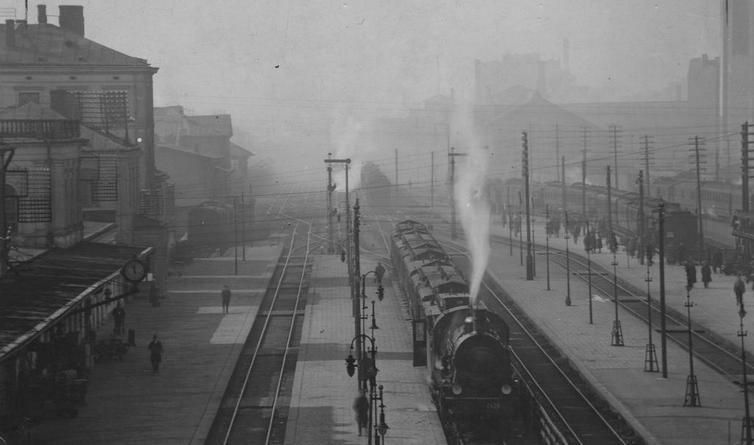
Perony dworca Wiedeńskiego – gmach dworca widoczny po lewej stronie.

Ostatecznie realizację planów stworzenia centralnego dworca dla wszystkich linii kolejowych przebiegających przez miasto umożliwiła dopiero przebudowa warszawskiego węzła kolejowego zapoczątkowana w 1921 roku, która spowodowała konieczność wyburzenia zbyt małego Dworca Wiedeńskiego. Na jego miejscu postanowiono wybudować nowy centralny dworzec dla stolicy.
Do czasu jego wybudowania istniejący dworzec miał zostać uzupełniony o drewniany „dworzec centralny czasowy” zaprojektowany w 1919 roku przez Tadeusza Zielińskiego i Maksymiliana Bystydzieńskiego. Dworzec ten zrealizowano w latach 1920–1921 na północ od istniejących od pierwszej połowy XIX wieku budynków stacji Kolei Warszawsko-Wiedeńskiej, wzdłuż ulicy Chmielnej. Miał służyć mieszkańcom stolicy przez najwyżej dekadę, jednak dotrwał do końca II wojny światowej. W 1921 roku komisja do spraw przebudowy węzła warszawskiego przy Ministerstwie Komunikacji ogłosiła konkurs na projekt docelowego dworca centralnego. Projekt miał objąć cały należący do Polskich Kolei Państwowych kwartał pomiędzy ulicami Marszałkowską, Chmielną, Towarową i Alejami Jerozolimskimi, jednak konkurs nie przyniósł rozstrzygnięcia, jego wyniki były niezadowalające, a uczestników niewielu. Wkrótce potem trudna sytuacja finansowa państwa spowodowała, że plany budowy dworca odłożono w bliżej niesprecyzowaną przyszłość.
Tymczasem w latach 1919–1929 liczba osób zamieszkujących Warszawę wzrosła o 17% (do 1 093 000), a liczba przewozów komunikacji miejskiej i kolejowej nawet o 70%. O ile w 1913 roku liczba pociągów pasażerskich docierających każdego dnia do Warszawy oscylowała wokół 200, w 1926 roku przekroczyła 270, a do 1936 roku sięgnęła 550. W latach 20. w godzinach szczytu na głównych kierunkach ruchu pociągi kursowały nawet co 50 sekund, dlatego potrzeba powrotu do koncepcji przebudowy warszawskiego węzła kolejowego, oddzielenia ruchu pasażerskiego od towarowego i wybudowania nowego dworca centralnego dla całej aglomeracji warszawskiej stała się paląca. W 1928 roku ministerstwo powróciło do pomysłu budowy centralnej stacji kolejowej dla Warszawy, powołało też komisję, której zadaniem było opracowanie założeń przyszłej stacji i wykonanie odpowiednich badań.

### Założenia centralnego dworca kolejowego

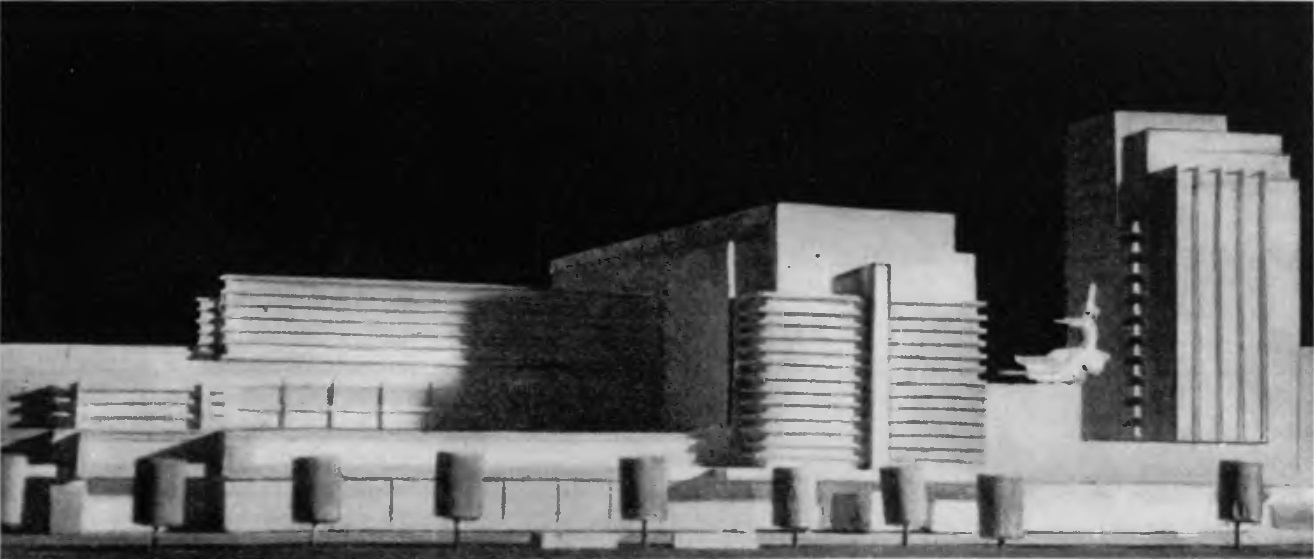
Makieta bryły dworca wykonana wedle jednej z wczesnych wersji projektu

W 1930 roku Ministerstwo Kolei rozpisało nowy konkurs na projekt nowego dworca i przygotowało założenia konstrukcyjne budynku dworca i podziemnej stacji. Zgłoszone projekty miały objąć cały kwartał, od ulicy Marszałkowskiej aż po ulicę Chałubińskiego, pomyślaną jako początek planowanej trasy N-S (Północ-Południe) wiodącej szlakiem dzisiejszej al. Jana Pawła II. Zgodnie z założeniami ministerstwa nowy dworzec miał uzyskać dużą przepustowość dzięki układowi przelotowemu. Docelowo pod ziemią miało znaleźć się 12 torów peronowych, przy czym sześć północnych (biegnących wzdłuż ul. Chmielnej) miało obsługiwać wyłącznie ruch w kierunku zachodnim, zaś tory południowe – w kierunku wschodnim. Dworzec miał obsługiwać zarówno pociągi dalekobieżne, jak i ruch podmiejski: skrajne tory w każdą ze stron miały być przeznaczone dla ruchu lokalnego, natomiast wewnętrzne przeznaczono dla połączeń międzymiastowych i międzynarodowych.
W założeniu pomysłodawców jego budowy budynek miał także stać się głównym węzłem komunikacji miejskiej i zostać połączony z planowaną wówczas „Linią A” warszawskiego metra. Na stacji metra pod dworcem miały znaleźć się kasy biletowe dla osób przesiadających się z kolejki podziemnej do pociągów PKP, a przy wyjściu z dworca w kierunku korytarza podziemnego prowadzącego na stację miały znaleźć się kasy metra.
Wlot do tuneli linii średnicowej zaplanowano tuż przed skrzyżowaniem Alej Jerozolimskich i ul. Marszałkowskiej, na obszarze zajmowanym przez przyszły dworzec miały one iść w głębokim wykopie otoczonym murami. Dlatego warunki konkursowe obejmowały projekty w dwóch wariantach. W pierwszym z nich, lansowanym przez ministerstwo i tańszym w realizacji, wykop miał pozostać nieprzykryty, a jedynie przecięty wiaduktami drogowymi łączącymi ponad torami ulice Poznańską i Wielką oraz ulicę Emilii Plater z Chmielną na wysokości domów pod numerami 70 i 72. Zgodnie z drugim z wariantów, popieranym przez stołeczny magistrat, na wschód od dworca tory miały być przykryte betonową płytą, na której miano urządzić reprezentacyjny plac.
Ogółem zgłoszono 37 projektów samego dworca i rozplanowania terenu wokół niego. Sąd konkursowy pod przewodnictwem Aleksandra Wasiutyńskiego przyznał trzy równorzędne nagrody w wysokości 30.000 złotych każda. Ostatecznie do dalszych prac skierowano projekt architektoniczny autorstwa profesora Politechniki Warszawskiej Czesława Przybylskiego, autora projektów m.in. budynków Centralnego Towarzystwa Rolniczego, Teatru Polskiego, Państwowego Zakładu Higieny i gmachu Ministerstwa Spraw Wojskowych. Autorem konstrukcji budynku był rektor Politechniki Andrzej Pszenicki. 19 stycznia 1931 roku poprawiony projekt został przedstawiony do akceptacji ministrowi Alfonsowi Kühnowi, a 4 lutego tego roku został zatwierdzony do realizacji.

### Projekt Czesława Przybylskiego
W najdalej na wschód wysuniętej części założenia urbanistycznego, u zbiegu ul. Marszałkowskiej i Alej Jerozolimskich, w miejscu dawnego Dworca Wiedeńskiego i ponad wylotem tuneli trasy średnicowej, miał powstać reprezentacyjny plac miejski, od północy obramowany nowo wybudowanym szesnastopiętrowym hotelem o wysokości ok. 56 metrów, oraz budynkami biurowymi mającymi za zadanie ukryć tylne ściany domów Chmielna 41–49, których wykup i wyburzenie zostały uznane za ekonomicznie nieopłacalne. Tak obramowany plac dworcowy miałby powierzchnię 4,256 ha i miał stać się największym placem Warszawy, większym o jedną trzecią od ówczesnego placu Marszałka Piłsudskiego przed Pałacem Saskim. W tworzącej plac betonowej płycie przykrywającej torowiska, bliżej samego dworca, miały znaleźć się dwa otwory o powierzchni ok. 0,2 hektara każdy, pozwalające na oglądanie torów, jadących nimi pociągów i eksponujące podziemną część stacji. Między nimi miał znaleźć się wiadukt drogowy łączący ulice Wielką i Poznańską. Na północ od gmachu, wzdłuż ul. Chmielnej, miał znaleźć się kilkusetmetrowy parking samochodowy.

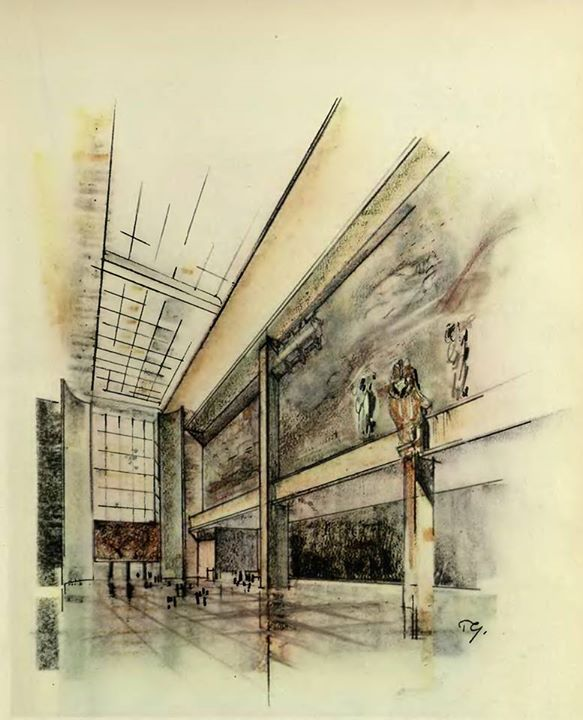
Monumentalna hala odjazdów miała kubaturę 33 tysięcy metrów sześciennych. Uzyskała bogatą dekorację malarską, a jej główną ozdobą była rzeźba Polonii ustawiona na wysokim postumencie.

Modernistyczny gmach Dworca Głównego zaprojektowany został w stylu funkcjonalizmu. W podziemiu miały znaleźć się perony stacji, każdy o długości ok. 300 metrów, ze stropem zawieszonym na wysokości ponad 8 metrów. Komunikację pieszą miały zapewnić umieszczone ponad peronami poprzeczne galerie ułatwiające przechodzenie z peronu na peron, a także prowadzące do przejść podziemnych wiodących w stronę południowej pierzei Alej Jerozolimskich, głównego przystanku autobusowego przy ul. Chmielnej, planowanego hotelu i planowanej w przyszłości stacji metra przy ul. Marszałkowskiej.
Ponad nimi miał wznieść się duży, obłożony z zewnątrz płytami z piaskowca budynek z ogromnymi halami dla pasażerów. Od strony ul. Chmielnej miała znaleźć się hala dla pasażerów przyjeżdżających do Warszawy, wyjście z niej prowadziło w stronę ul. Emilii Plater. Od strony Alej Jerozolimskich zaplanowano wielką halę z 32 kasami, po połowie dla ruchu podmiejskiego i dalekobieżnego. Pomiędzy nimi, na osi budynku, prof. Przybylski rozplanował osobną halę dla odjeżdżających, ze schodami prowadzącymi bezpośrednio na perony.
Na parterze, a częściowo także na pierwszym piętrze, miały znaleźć się  sklepy, bufety, dwie restauracje i lokale usługowe. Zaplanowano także pomieszczenia dla poczty, telefonów, biura telegrafu, komory celnej, fryzjera, łaźni, biura informacji turystycznej, kaplicy, a także przeszło dwustumetrową salę służącą do przyjmowania ważnych osobistości, gości zjazdów i konferencji organizowanych w stolicy. Na drugim, trzecim i czwartym piętrze miały znaleźć się pomieszczenia biurowe o łącznej powierzchni 2426 metrów kwadratowych.
W sumie budynek miał stać się jednym z największych dworców kolejowych Europy: miał zajmować ok. 11 tysięcy metrów kwadratowych powierzchni, a jego kubatura miała ostatecznie sięgnąć 280 tysięcy metrów sześciennych. Sama tylko hala odjazdowa miała mieć objętość 33 tysięcy metrów sześciennych.
Wystrój monumentalnego gmachu miał łączyć estetykę minimalistyczną z elementami art déco. Miał stać się tyleż budynkiem użyteczności publicznej, co wizytówką stolicy i całego kraju. Z tego względu wnętrza dworca miały zostać wyłożone płytami klinkierowymi i kamieniem (w dolnych partiach), a także bogato udekorowane w zgodzie z modnymi podówczas trendami w zdobnictwie. Najważniejsze pomieszczenia miały zostać wyposażone w dzieła malarskie i rzeźby znanych polskich artystów. Podłogi w holu kasowym wyłożono krajowym marmurem, w reszcie budynku wykorzystano płyty kamienne, ze sztucznego kamienia i ceramiczne. Jedynie schody i perony miały pozostać pokryte stalobetonem.
Ostatecznie w holach znalazły się m.in. alegoryczne rzeźby Józefa Klukowskiego symbolizujące gałęzie przemysłu oraz ceramiczne płaskorzeźby autorstwa Felicjana Szczęsnego-Kowarskiego przedstawiające bogactwo Polski. Salę dla gości specjalnych miały ozdobić witraże wykładowcy warszawskiej ASP Mieczysława Jurgielewicza i reprezentacyjny portret Józefa Piłsudskiego pędzla Stanisława Grabowskiego, jednak wystroju nie ukończono przed wybuchem wojny. Sklepienia tuneli i podziemnych sal dworca planowano osłonić nowoczesnymi sufitami podwieszanymi z eternitu.

### Budowa
Budowę reprezentacyjnego dworca rozpoczęto w 1932 roku. Prace rozpisano na trzy etapy, by nie kolidowały z budową warszawskiej linii średnicowej, której obsługę docelowo miał przejąć nowy dworzec. Prace nad tunelami trwały od końca lat 20., do końca 1938 roku ukończono dwa z planowanych czterech podziemnych torów. Początkowo stacja miała mieć osiem podziemnych torów peronowych i 13 220 metrów kwadratowych powierzchni użytkowej. Po oddaniu do użytku dwóch pozostałych torów podziemnej linii kolejowej miała się rozpocząć rozbudowa stacji o cztery tory peronowe. W jej wyniku powierzchnia użytkowa budowli miała zwiększyć się o przeszło 2000 metrów kwadratowych.
W ostatnim etapie miały powstać budynki biurowe i hotelowe wzdłuż ul. Chmielnej. W miarę postępu prac rozbierano kolejne części Dworca Wiedeńskiego, w miejscu zachodniej wieży starego budynku powstała głowica rozjazdowa nowego. 2 września 1933 roku ukończonym tunelem kolei średnicowej przejechał pierwszy pociąg parowy, a 15 grudnia 1936 roku – pierwszy pociąg elektryczny. Po zakończeniu pierwszego etapu prac w tunelach, prace na budowie przyszłego dworca znacznie przyspieszyły.

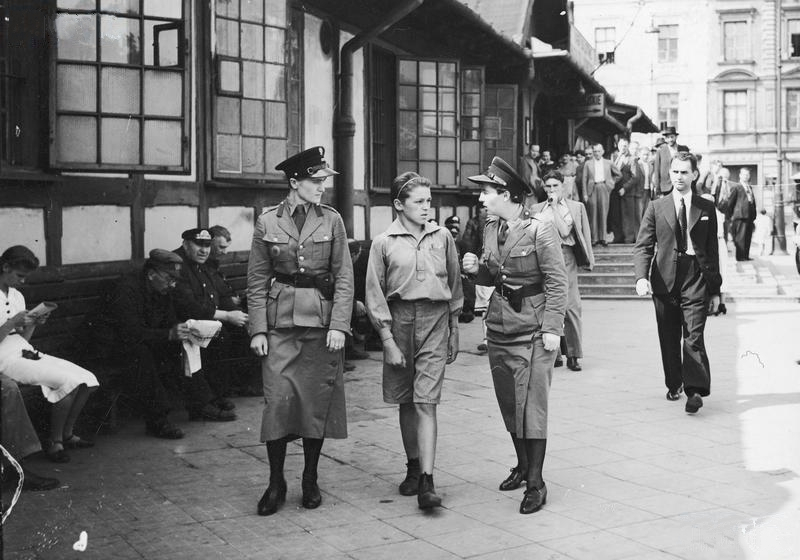
Funkcjonariuszki Policji Kobiecej eskortują młodocianego do izby zatrzymań, w tle fasada dworca tymczasowego. Zdjęcie Ilustrowanego Kuryera Codziennego z sierpnia 1939.

Na czas trwania prac konstrukcyjnych nad wylotem tunelu linii, na południowy zachód od istniejącego tymczasowego dworca, przy Alejach Jerozolimskich na wysokości hotelu „Polonia”, stanął nowy dworzec tymczasowy. Drewnianą budowlę na żelbetowej płycie, zaprojektowaną w Wydziale Budynków Ministerstwa Komunikacji, firma T. Godlewski i S-ka wybudowała w zaledwie trzy miesiące, między czerwcem a wrześniem 1933 roku. Przykryty płaskim dachem budynek miał w sumie 1200 metrów kwadratowych powierzchni, z czego niemal 400 przypadało na wysoką na siedem metrów halę dla podróżnych. Pozostałe części tymczasowej konstrukcji miały 3 metry wysokości. Dworzec wyposażono w cztery klatki schodowe prowadzące na perony, sześć kas biletowych i cztery elektryczne windy bagażowe. Słupowy gmach z zewnątrz otynkowano, a od środka ściany przykryto oszalowaniem i boazerią. Stanowiąca jego fundament płyta żelbetowa docelowo miała stanowić część placu dojazdowego do stałego dworca po jego ukończeniu. Częściowo pod nią, a częściowo w wykopie pod gołym niebem, w kierunku dzisiejszej ul. Emilii Plater ciągnęły się tymczasowe perony. Na ich końcu wybudowano również niewielki pawilon służący powitaniom oficjalnych gości przybywających do Warszawy.

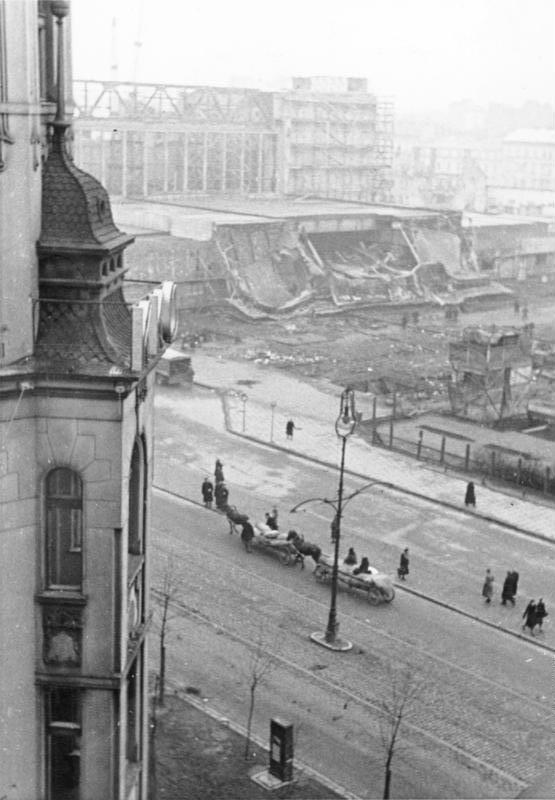
Częściowo zniszczony dworzec w listopadzie 1939, widok z okien Hotelu Polonia

Zarówno podziemia, jak i część nadziemna dworca wykonane były w konstrukcji żelbetowej, do jej wykonania zużyto 10 tysięcy ton stali. Ramy i podziały okienne wykonane były z miedzi.
Pomimo trwających prac wykończeniowych, dworzec zaczął pełnić funkcje reprezentacyjne. W podziemnej części przyjmowano z honorami zagraniczne delegacje państwowe, m.in. 28 czerwca w podziemiach dworca prezydent Ignacy Mościcki i marszałek Edward Śmigły-Rydz uroczyście witali króla Rumunii Karola II, który przybył do stolicy wraz z księciem Michałem. Na tę okoliczność niewykończone ściany budynku przybrano flagami, zielenią i płachtami materiału opatrzonymi królewskim monogramem oraz stosownie podświetlono; podłogi budynku i posadzki peronu wyłożono dywanami.
W 1938 roku rozpoczęto odprawianie pasażerów w ukończonej części Dworca Głównego. 18 lutego 1939 roku gen. Józef Kordian-Zamorski wraz z kompanią reprezentacyjną Policji Państwowej witali wizytującego Warszawę Reichsführera SS Heinricha Himmlera. Do połowy 1939 roku wykończone i oddane do użytku były m.in. hala odjazdów i część podziemna, a prace wykończeniowe reszty budynku były na ukończeniu.

### Zniszczenie dworca

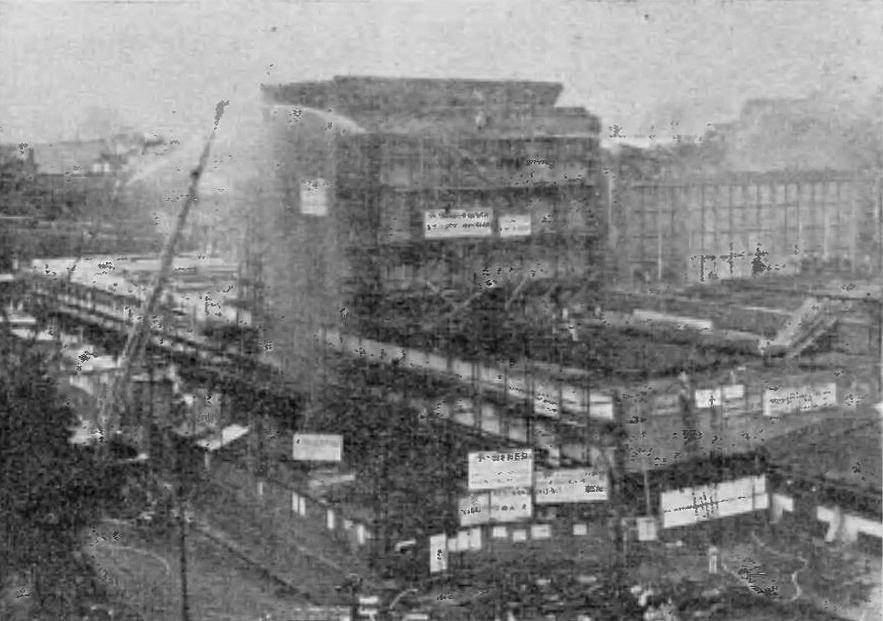
Pożar dworca w 1939

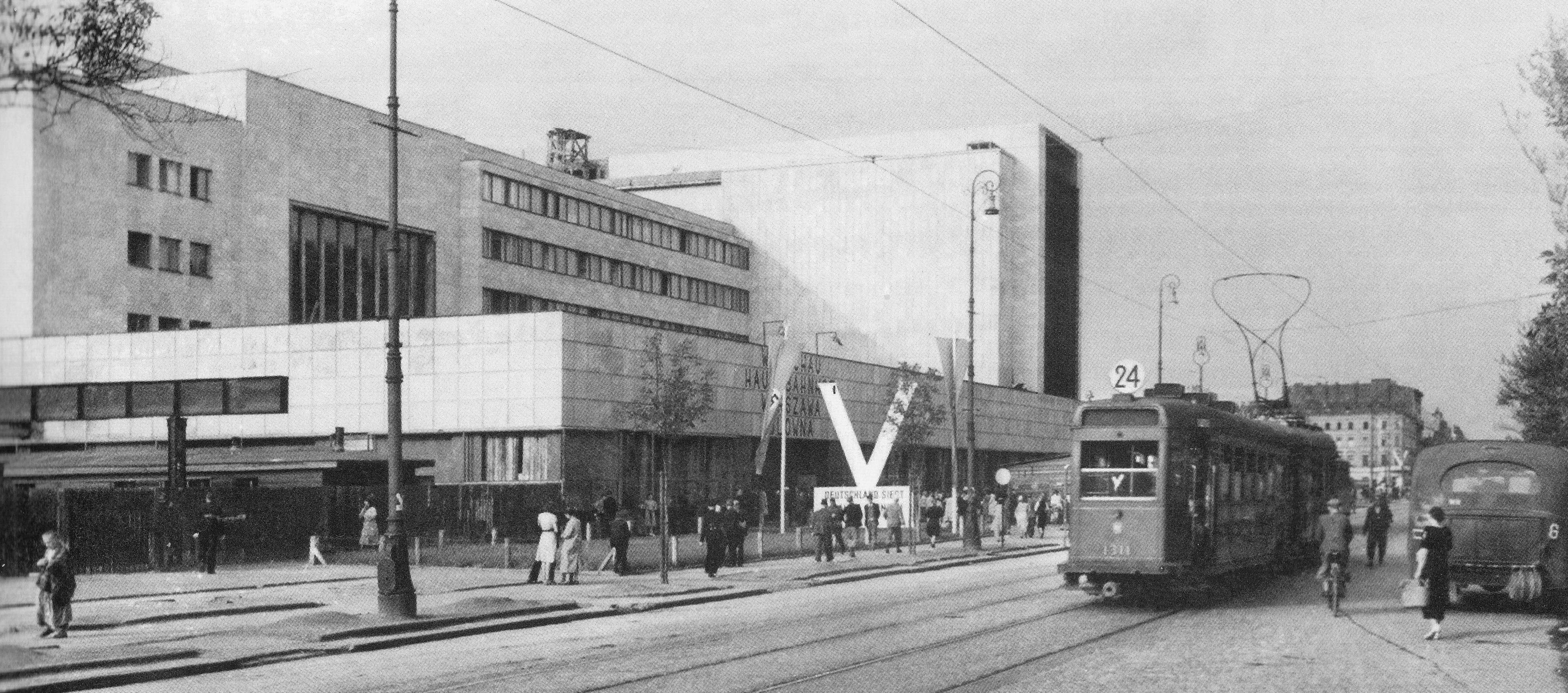
Dworzec latem 1940

O szóstej rano 6 czerwca 1939 roku w budynku dworca wybuchł pożar. Od acetylenowych aparatów spawalniczych zajęły się rusztowania i korkowa izolacja smołowana ścian. Spłonęła wielka sala dworca, będąca w końcowym etapie wykończenia i mająca być niebawem oddana do użytku. Wysoka temperatura odkształciła niektóre elementy stalowej konstrukcji dachu, popękały także niektóre z betonowych ścian. W akcji ratunkowej brały udział wszystkie warszawskie jednostki Straży Pożarnej, niektóre podmiejskie, a także Straż Kolejowa i robotnicy pracujący wówczas w tym miejscu. Akcją dowodził komendant SP Geysztor, jak również tymczasowo premier Felicjan Sławoj Składkowski. Podczas akcji gaśniczej pod strażakami zawalił się strop, jeden z nich – Jan Sokolik – zginął na miejscu przysypany gruzem, kilku innych zostało rannych. Początkowo wiele osób podejrzewało, że ogień podłożyli sabotażyści niemieccy lub radzieccy, jednak ostatecznie przed sądem za nieprzestrzeganie przepisów postawiono pięciu pracowników Huty Pokój wykonujących na dworcu prace spawalnicze. W wyniku pożaru konieczne było wstrzymanie ruchu pociągów w tunelach linii średnicowej. W wyniku wymuszonej zmiany ruchu pociągów wydarzyła się katastrofa kolejowa na torze bocznym pod Pruszkowem, gdzie wykoleił się jadący z nadmierną prędkością pociąg pospieszny z Wiednia, wskutek czego 8 osób poniosło śmierć, a 14 zostało rannych. Pożar zniszczył oddaną uprzednio do użytku halę odjazdową. Nie udało się jej odbudować do wybuchu II wojny światowej.
W czasie obrony Warszawy we wrześniu 1939 roku dworzec został również uszkodzony w czasie lotniczego bombardowania miasta. W pierwszych tygodniach niemieckiej okupacji został jednak prowizorycznie wyremontowany przez nazistowskie władze okupacyjne, które w błyskawicznym tempie przykryły halę odjazdów prowizorycznym dachem i oddały wypaloną część budynku do użytku jako dworzec podmiejski, w formie bardzo okrojonej w stosunku do pierwotnych planów. Czynne były podziemne perony i hala kasowa.

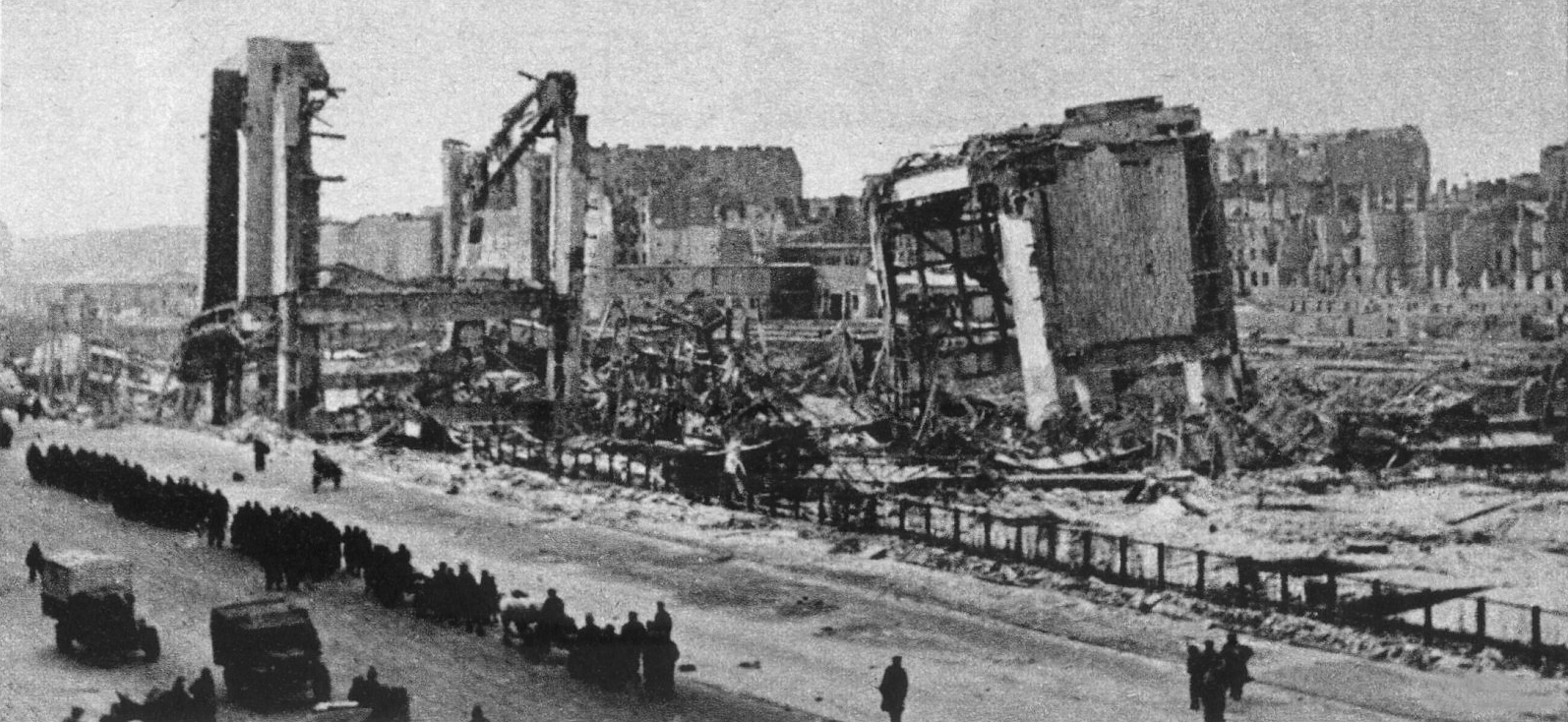
Ruiny dworca w styczniu 1945, w kilka tygodni po jego wysadzeniu przez Niemców

Budynek został przekazany Generalnej Dyrekcji Kolei Wschodniej i funkcjonował pod niemiecką nazwą Warschau Hauptbahnhof. Plac pozostały po rozbiórce dworca kolei warszawsko-wiedeńskiej został zamieniony na parking dla niemieckich pojazdów wojskowych, a naprzeciwko hotelu Polonia do dworca dobudowano baraki dla niemieckich żołnierzy przejeżdżających przez Warszawę. W budynku dworca w okresie okupacji działała kawiarnia „Mitropa” przeznaczona tylko dla Niemców.
W czasie powstania warszawskiego w pobliżu trwały ciężkie walki, jednak sam dworzec uniknął większych zniszczeń. Jednak już po kapitulacji wojsk powstańczych, w styczniu 1945 roku, dworzec został zaminowany i wysadzony w powietrze przez niemieckie oddziały burzące Warszawę. Konstrukcja ramowa hal dworcowych okazała się na tyle solidna, że mimo wysadzenia nie rozpadły się, a jedynie osiadły podcięte wybuchem. Zachowała się także część podziemnych peronów stacji.

### Epilog

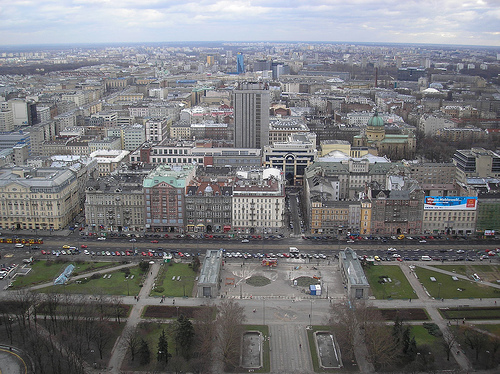
Plac i podziemna stacja Warszawa Śródmieście na miejscu Dworca Głównego

Resztki dworca rozebrano po wojnie. Wypalony szkielet dworca został zwalony w maju 1947 roku. Jego funkcje przejął tymczasowy dworzec Warszawa Główna przy ul. Towarowej. W toku prac nad odgruzowaniem i odbudową linii średnicowej teren został uprzątnięty, a na wschód od niego, u zbiegu ul. Marszałkowskiej i Alej Jerozolimskich powstał prowizoryczny drewniany dworzec Warszawa Śródmieście, otwarty dla pasażerów 23 czerwca 1949 roku. Porządkowanie zgliszcz dawnego Dworca Głównego zakończono dopiero w 1952 roku, w czasie prac budowlanych przy wznoszeniu Pałacu Kultury i Nauki. Wtedy też przykryto cały teren betonową płytą, na której urządzono tereny zielone. Natomiast w oparciu o pozostałości podziemnych peronów oryginalnego dworca w 1955 roku powstał nowy dworzec Warszawa Śródmieście autorstwa Arseniusza Romanowicza i Piotra Szymaniaka.
Dworzec przez kilka lat nie funkcjonował, prace wykończeniowe ruszyły dopiero w 1960 roku, a ostatecznie oddano go do użytku w 1963 roku. Służy przede wszystkim do obsługi ruchu podmiejskiego. Natomiast funkcję głównego dworca Warszawy przejął wybudowany w latach 1972–1975 kilkaset metrów na zachód Dworzec Centralny.